# Jhimruk Khola
Der Jhimruk Khola (Nepali झिमरुक खोला) ist ein linker Nebenfluss des Rapti in Nepal.
Der Jhimruk Khola entspringt im VDC Arkha im Distrikt Pyuthan.
Der Fluss durchfließt die Mahabharat-Kette in überwiegend südwestlicher Richtung. Dabei fließt er hauptsächlich im Distrikt Pyuthan. Im Oberlauf fließt der Jhimruk Khola entlang der Distriktgrenze zu Gulmi. Am Mittellauf liegt die Distrikthauptstadt Pyuthan. Im Unterlauf liegt ein Flussabschnitt im Distrikt Arghakhanchi.
Der Jhimruk Khola hat eine Länge von etwa 90 km.